# Kyphocarpa cruciata
Kyphocarpa cruciata là loài thực vật có hoa thuộc họ Dền. Loài này được Schinz mô tả khoa học đầu tiên năm.